# ロッテルダムのエラスムスの肖像
『ロッテルダムのエラスムスの肖像』（ロッテルダムのエラスムスのしょうぞう、独: Bildnis des Erasmus von Rotterdam、英: Portrait of Erasmus of Rotterdam）は、ドイツ・ルネサンス期の画家ハンス・ホルバインが制作した絵画である。同時代と後に多くの複製が制作されており、ホルバインの原作を工房の作品やほかの模倣者の作品と判別するのは難しい。おそらく5点のほぼ原作と思われるヴァージョンと習作として制作された数々の素描が現存している。
ホルバインの肖像画とその複製は広く流通したため、画家の名声をヨーロッパ中に広めるのに重要な役割を果たした。ホルバインがイングランドに移った時、彼はロッテルダムのデジデリウス・エラスムス (1466/69–1536年) からトーマス・モア宛の紹介状を携えており、最初はトーマス・モアの家に滞在した。

## 委嘱
デジデリウス・エラスムスは名高い人文主義の学者で、神学者でもあった。彼は1521年にバーゼルに移ったが、当時、ハンス・ホルバインはバーゼルに住んでおり、工房を持っていた。ヨーロッパ中の学者と文通をしていたエラスムスの名声は非常に高かったので、彼は多くの自身の肖像を彼の海外の庇護者に送る必要があった。彼自身は絵画を愛好してはいなかったが、図像の力は理解していた。 クエンティン・マサイスは、1517年に明らかにもっと若かった、筆記中のエラスムスを描き、1519年には円形画に別の横顔の肖像を用いた。アルブレヒト・デューラーは、1526年にエングレービングでエラスムスの肖像を制作している。しかし、後々までずっと複製されたのはホルバインの図像である。その肖像に関して、1524年にエラスムスは、「最近、私はふたたび、非常に技術力のある画家によるエラスムスの肖像を2点フランスに送った。画家も私の肖像をフランスに携えた」と書いている。

## ヴァージョン
エラスムスの肖像画には主に3種類がある。1つは4分3正面向きの類の作品で、おそらく1523年制作のロンドン・ナショナル・ギャラリーのヴァージョンが一番知られている。次は、1528年制作の読書中の横顔の肖像画で、ルーヴル美術館にあるような類の作品である。そして、1530年ごろの制作のより古い形式の4分の3正面向きの肖像があり、バーゼル市立美術館にある直径10センチの円形細密肖像画の類の作品である。
ブルジュ大学のフランスの法学者・教授であったフランソワ・ドゥアランは、ボニファシウス・アメルバッハから円形画の複製を受け取った。この複製を制作した画家は知られていないが、ヤコプ・クラウザー (Jacob Clauser) であった可能性がある。ドゥアランは、ブルジュ大学でアメルバッハの息子バジリウスの教師であった。 ドゥアランが所有していた肖像画は今日では失われているが、ロッテルダム美術館が1862年に購入した作品であった可能性がある。この作品は美術館が購入した直後、火災によって失われてしまった。
上記3種類の作品には多くのヴァージョンがあり、そのうちの数点は少なくとも部分的にホルバイン自身の手になるか、彼によって監督された作品である。姿勢と顔貌は同じ傾向があるが、服装と背景は変化している。ホルバインはモデルの人物の非常に詳細な素描 (しかし、肖像画の完全な素描はまったく現存していない) を制作し、それから人物の立ち合いなしに肖像画を描くのを常としていた。ルーヴル美術館には、ルーヴル美術館の『エラスムスの肖像』とロンドン・ナショナル・ギャラリーの『エラスムスの肖像』の手のための習作素描が所蔵されている。
また、古代ローマの神テルミヌス (Terminus、エラスムス個人的の象徴) として理想化された、1532年制作のエラスムスの小さな象徴的肖像もある。この作品は現在、クリーヴランド美術館に所蔵されている。

### ロンドン・ナショナル・ギャラリーのヴァージョン
『ルネサンスの付柱のあるロッテルダムのデジデリウス・エラスムスの肖像』（ルネサンスのつけばしらのあるロッテルダムのデジデリウス・エラスムスのしょうぞう、英:  Portrait of Desiderius Erasmus of Rotterdam with Renaissance Pilaster）という名でも知られるヴァージョンは、1523年に板上に油彩とテンペラで制作された絵画で、ロンドンのナショナル・ギャラリーに所蔵されている (ラドナー伯爵からの長期寄託)。ホルバインは、1523年に多く複製された3点のエラスムスの肖像を描いたが、この作品は最も大きく精緻である。 おそらく、イングランドのカンタベリー大司教ウィリアム・ウォーハムに送られた作品である。
後の1526年に、ホルバインは、かつてイングランドに住んでいたエラスムスからの推薦状を携行し、職を求めてイングランドへ渡った。このナショナル・ギャラリーの作品は、棚に立てかけられている本の端に記されているエラスムスの二連句を含んでいるが、それには「ホルバインは、模倣するよりも中傷するほうがたやすい」と述べられている。美術史家のステファニー・バックによれば、この肖像画は「繊細で、非常に教養のある学者の理想像で、エラスムスはまさにこのように将来の人々に記憶されたかったのである」。
作品は、かつてラドナー伯爵の実家であるロングフォード城に所蔵されていたが、このロングフォードの名でも知られている。
なお、上述の本の上のギリシア語とラテン語の言葉は、「ロッテルダムのエラスムスによるヘラクレスの難行」と訳せる。

### ルーヴル美術館のヴァージョン
ルーヴル美術館にあるヴァージョンは、板上にテンペラで描かれたホルバインの20代の作品で、56歳のエラスムスが『マルコによる福音書の論評』を書いている場面を表している。教父であり、『聖書』をヘブライ語からラテン語に翻訳した聖ヒエロニムスの伝統的な肖像画に倣って描かれている。横顔の肖像という15世紀のイタリアで好まれた形式を踏襲しつつ、手まで含め環境や小道具を描きこむことによって実在感を強めている。
エラスムスは黒い上着と学者が被る伝統的な帽子を身に着け、革張りの聖書朗読台に置かれた原稿を見下ろしている。その背景には動物が織り込まれた壁掛けがある。鑑賞者は、この場面をすぐ近くで眺めていて、エラスムスが何を書いているか肩越しに覗くことができるような錯覚を覚える。エラスムスは友人であったトーマス・モアへの贈り物として、この肖像画を依頼したともいわれている。作品は、後にイギリスのチャールズ1世の収集に入ったが、その後、何人かの所有者を経て、1671年にルイ14世がパリ在住のケルンの銀行家エバーハルト・ジャバッハから購入した。

## ギャラリー

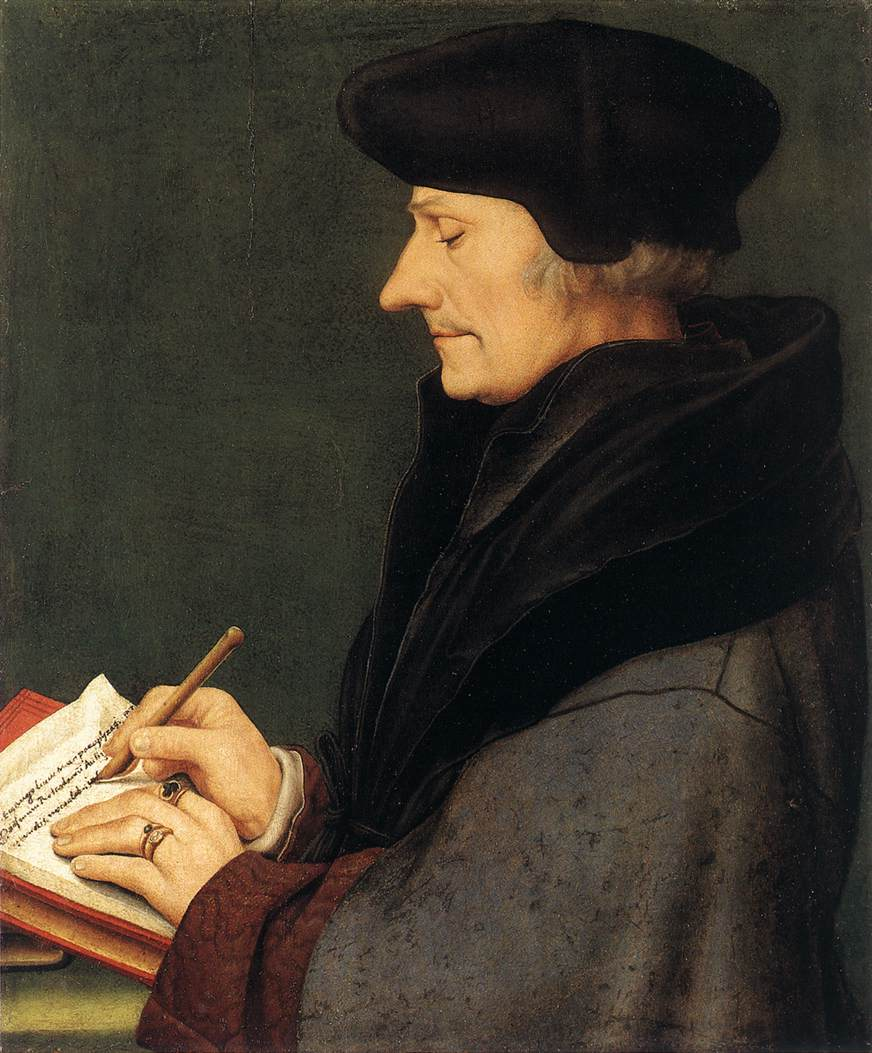
松板の上の紙に油彩とテンペラ。ルーヴル美術館の作品の別ヴァージョンで、ホルバイン自身の制作と考えられる。バーゼル市立美術館蔵。
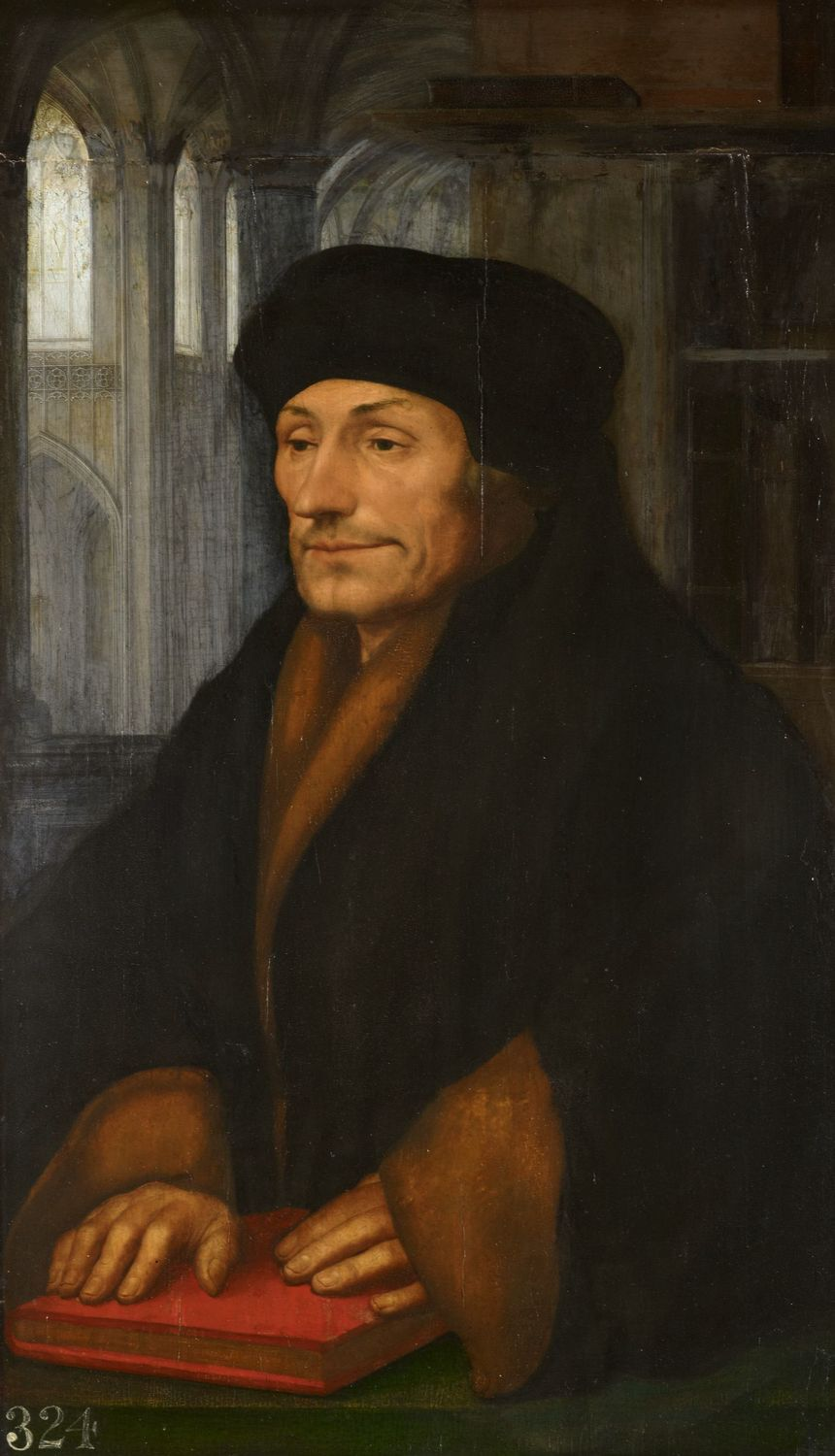
人物はホルバインと工房による。教会のある風景は1629年頃の補筆。ロイヤル・コレクション蔵。
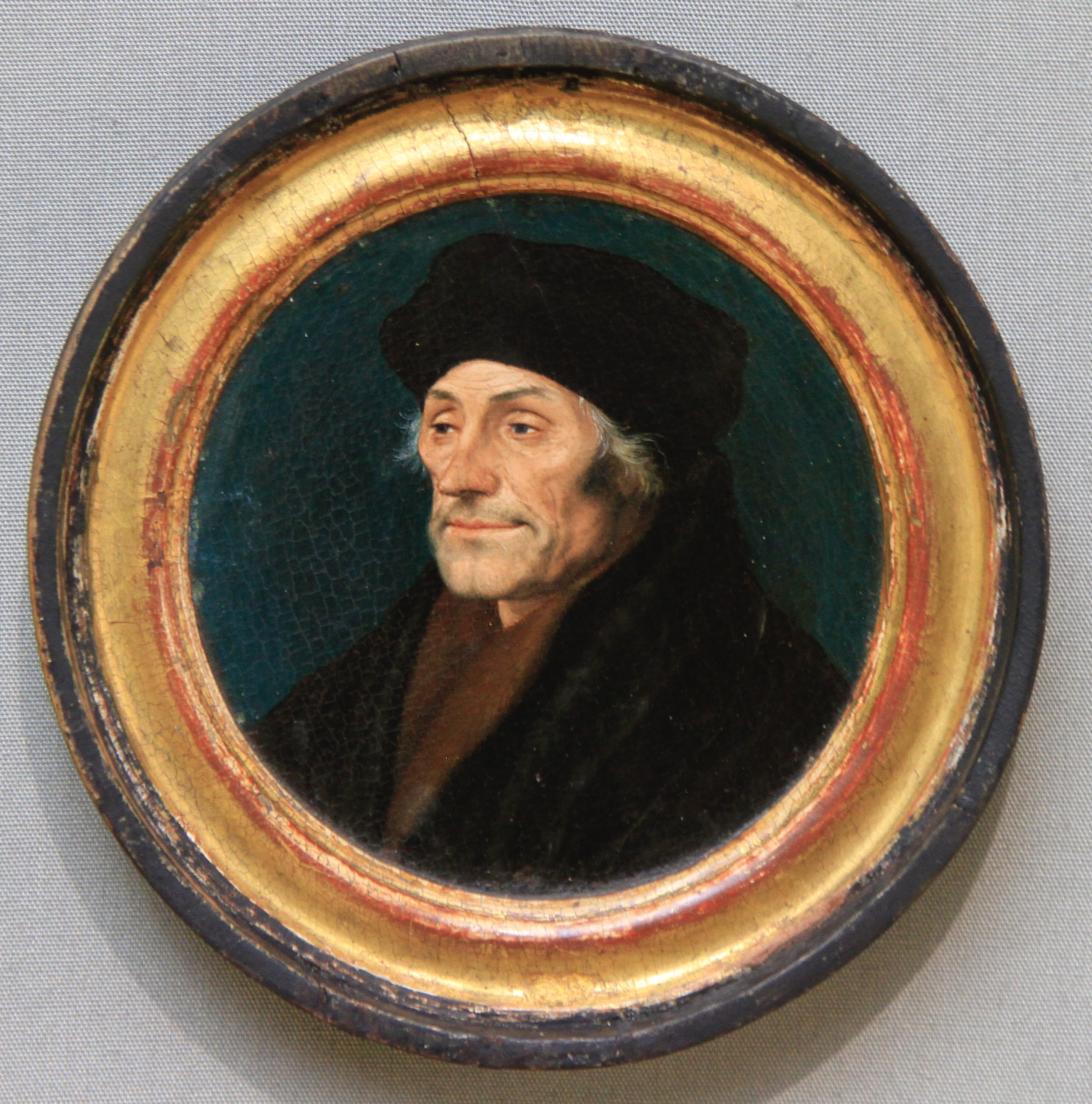
後期の円形画。おそらく1532年の制作。バーゼル市立美術館蔵。
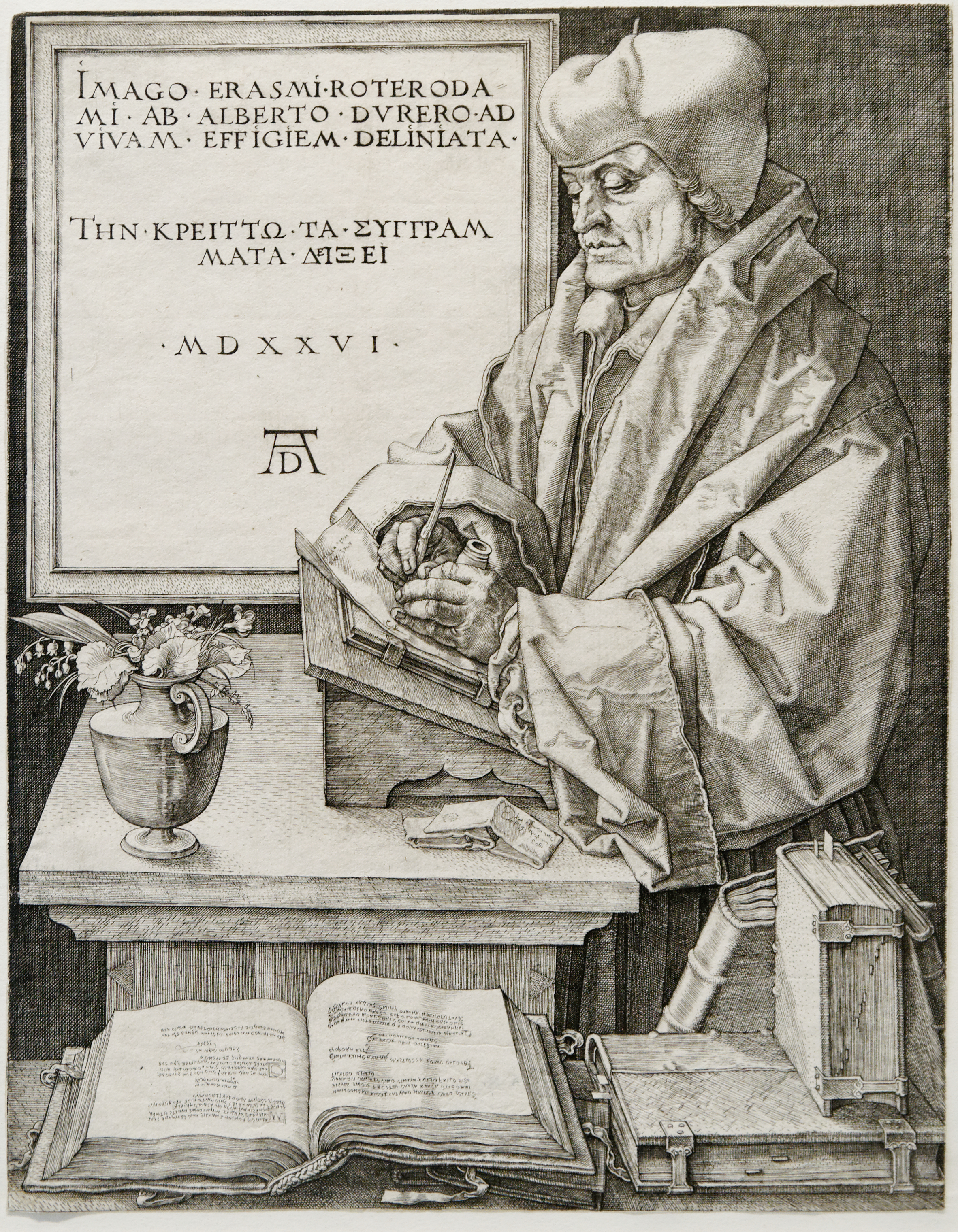
アルブレヒト・デューラー のエングレービング、1526年
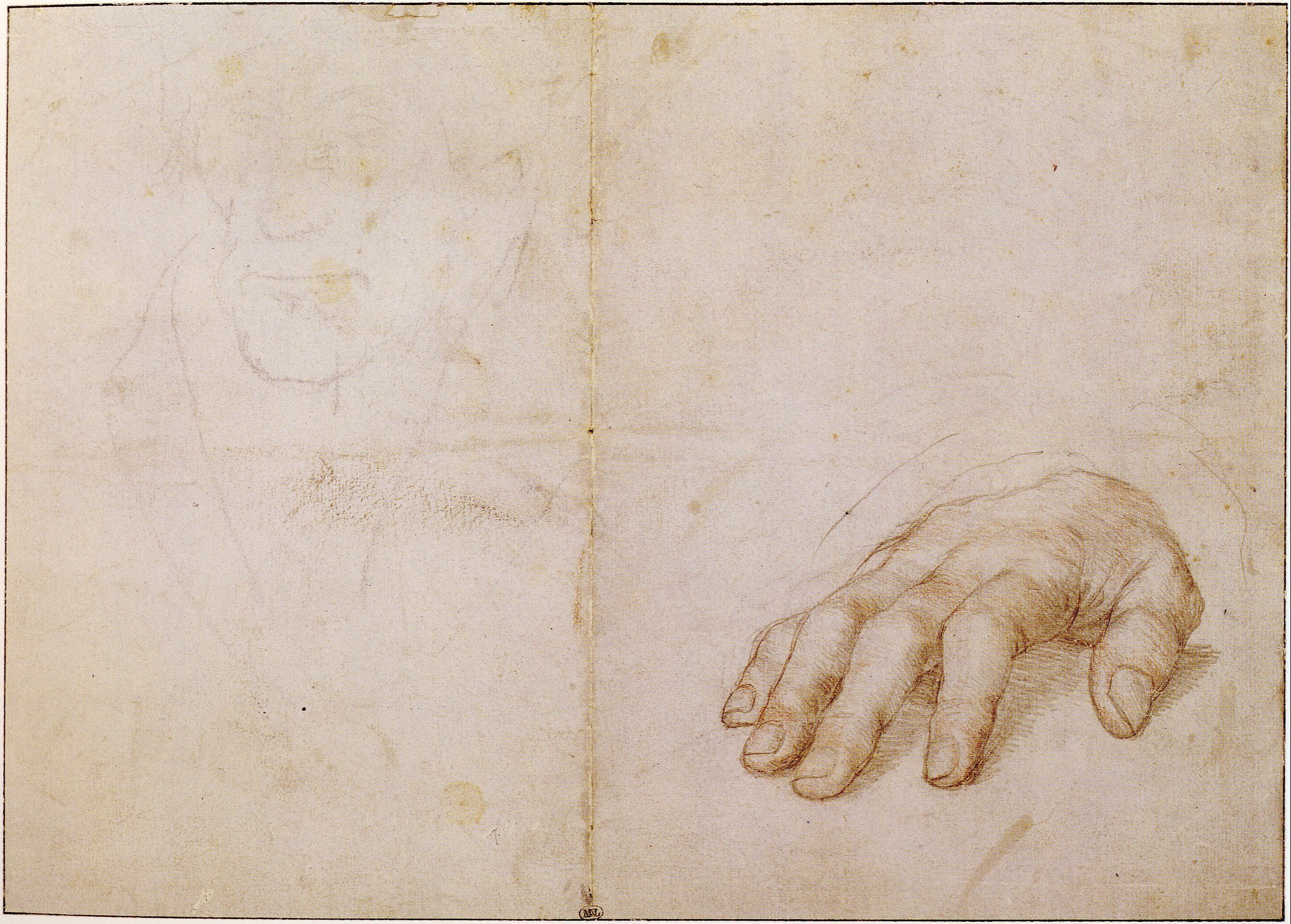
エラスムスの右手の習作と顔のスケッチ。手はロンドン・ナショナル・ギャラリーにある『エラスムスの肖像』と関連している。顔は後の者と思われ、1532年ごろの円形画と関連していると思われる。ルーヴル美術館蔵。
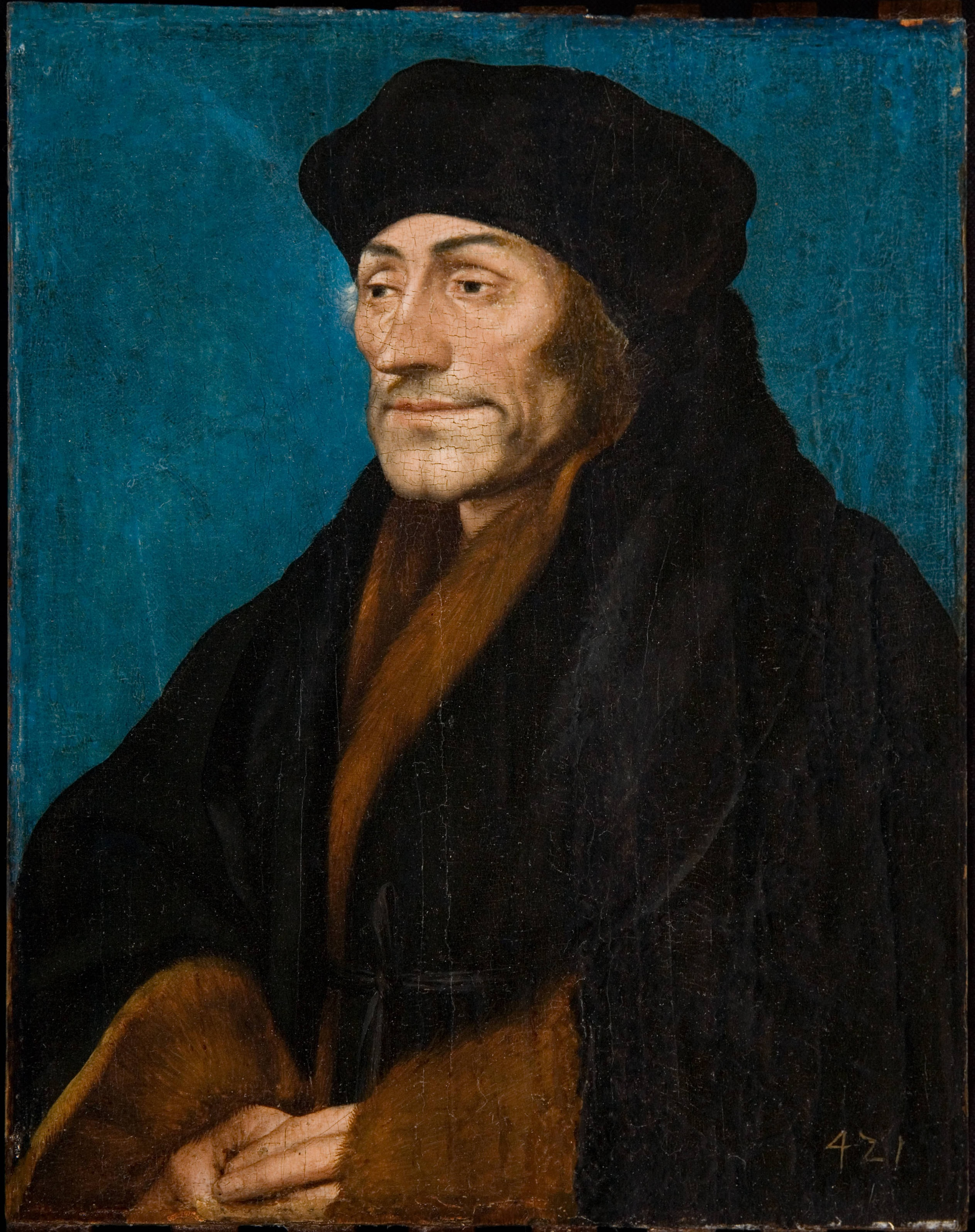
ホルバイン工房の作品